# Лабораторное оборудование

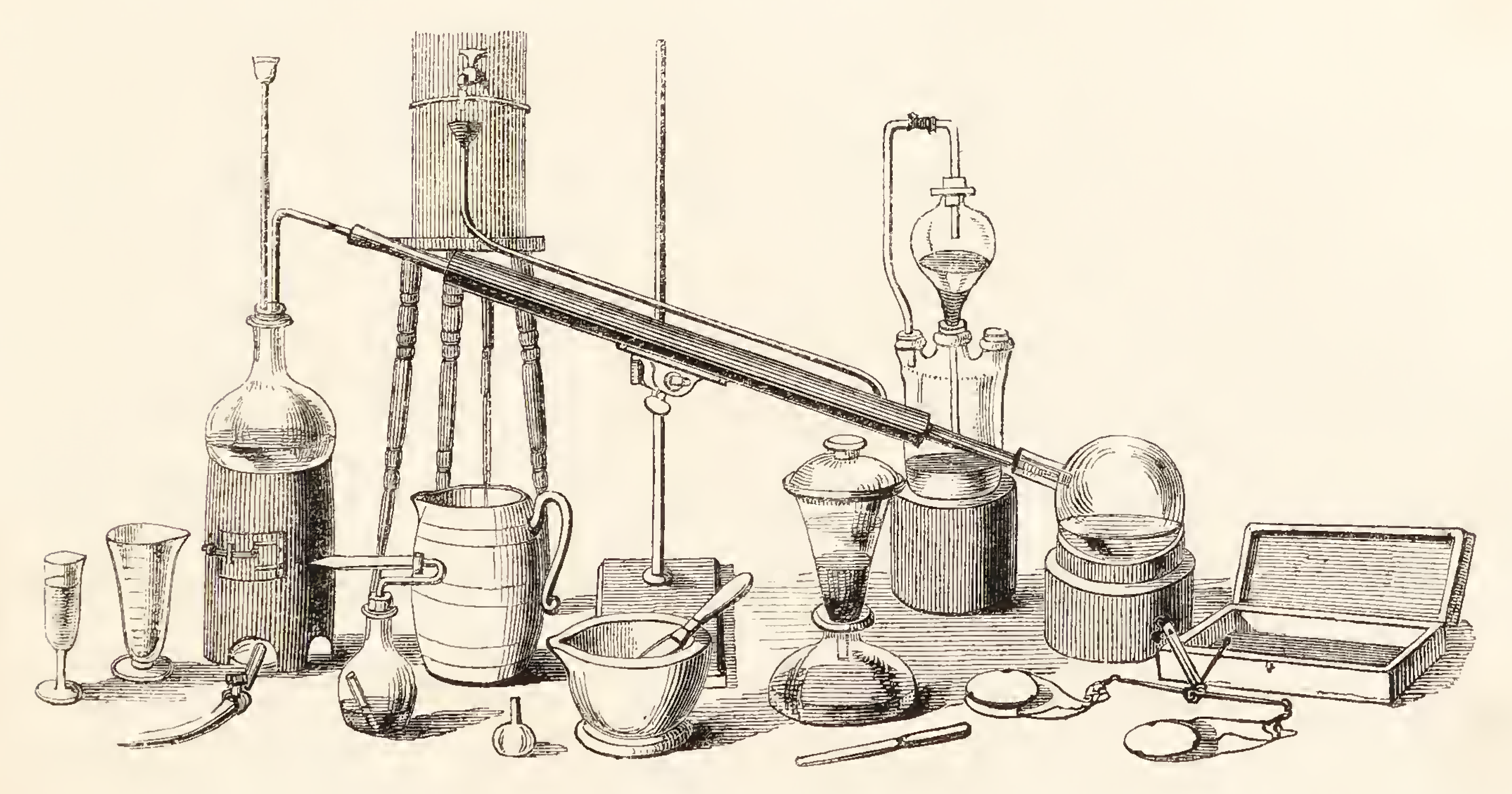
Оборудование химической лаборатории. 1849

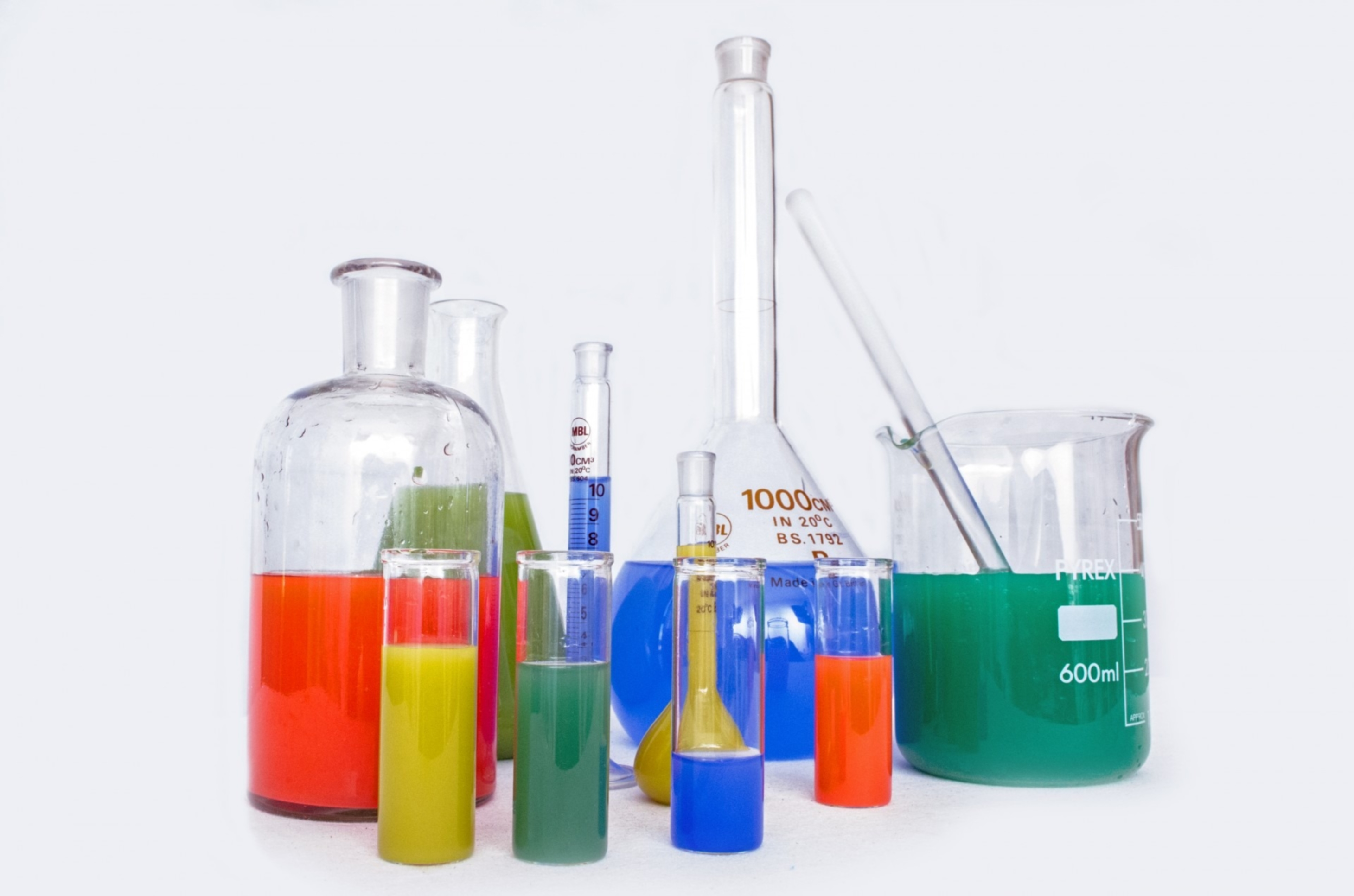
Стеклянная лабораторная посуда. 2014

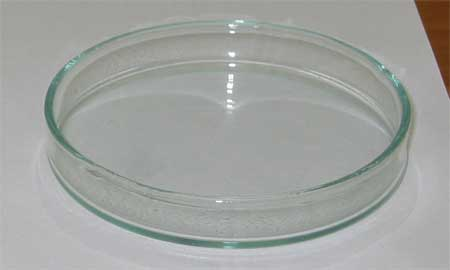
Чашка Петри

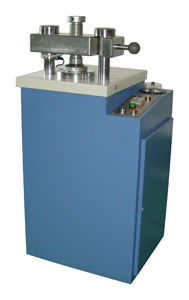
Лабораторный пресс

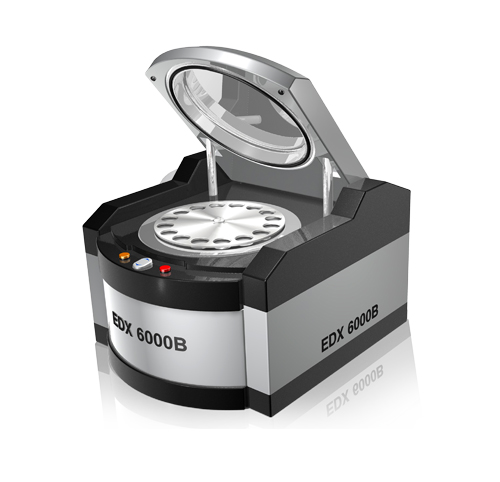
Рентгенофлуоресцентный спектрометр

Лабораторное оборудование — различные инструменты и снаряжение, используемое учёными, работающими в лаборатории для выполнения экспериментов или осуществления измерений. Лабораторное оборудование подразделяется на общелабораторное, измерительное, специализированное, испытательное и аналитическое.

## Хроматография
Метод разделения и анализа смесей веществ, а также изучения физико-химических свойств веществ.
- Хроматограф;
- Хроматографическая колонка:

## Потенциометрия
Метод определения различных физико-химических величин, основанный на измерении электродвижущих сил (ЭДС) обратимых гальванических элементов.
- pH-метр;
- Иономер;
- Ион-селективные электроды:

## Электрохимические методы анализа
- Кулонометрия;
- Вольтамперометрия;
- Кондуктометр;
- Оксиметр:

## Спектрофотометрия
Физико-химический метод исследования растворов и твёрдых веществ, основанный на изучении спектров поглощения в ультрафиолетовой (200—400 нм), видимой (400—760 нм) и инфракрасной (>760 нм) областях спектра.
- Фотоколориметр;
- Фотометр;
- Спектрофотометр:

## Спектрометрия
- Рентгенофлуоресцентный спектрометр;
- Волнодисперсионный спектрометр;
- Атомно-абсорбционный спектрометр:

## Аналитическая химия
- Газоанализатор:

## Разное
- Микроскоп;
- Лабораторная электропечь;
- Весы;
- Водоструйный насос;
- Автоклав;
- Термостат;
- Лабораторный газометр;
- Лабораторный пресс;
- Ультразвуковая ванна

Масс-спектрометрия
Непрерывные масс-анализаторы
- Магнитный секторный масс-анализатор (англ. Sector instrument);
- Квадрупольный масс-анализатор (англ. Quadrupole mass analyzer):

Импульсные масс-анализаторы
- Времяпролётный масс-анализатор (англ. Time-of-flight mass spectrometry);
- Ионно-циклотронная ловушка (англ. Ion trap);
- Квадрупольная линейная ловушка (англ. Quadrupole ion trap);
- Масс-анализатор ионно-циклотронного резонанса с Фурье-преобразованием (англ. Fourier transform ion cyclotron resonance);
- Орбитрэп (англ. Orbitrap):